# 구글 어시스턴트
구글 어시스턴트(Google Assistant)는 구글이 개발하고 2016년 5월 자체 개발자 콘퍼런스에서 발표한 인공지능 비서이다. 구글 나우와 달리 구글 어시스턴트는 양방향 대화에 참여할 수 있다.
어시스턴트는 처음에 구글의 메시징 앱 알로의 일부 및 구글 홈이라는 음성을 통해 활성화되는 스피커로 출시되었다. 픽셀과 픽셀 XL 스마트폰에만 사용될 수 있었다가 얼마 후 2017년 2월 타사 스마트폰과 안드로이드 웨어를 포함한 다른 안드로이드에도 채용되기 시작하였으며 5월 iOS 운영 체제의 독립적인 앱으로 출시되었다. 2017년 4월 소프트웨어 개발 키트의 발표와 함께 어시스턴트는 다양한 장치를 지원하는 것으로 확대되었는데, 여기에는 자동차, 스마트 홈 어플라이언스가 포함된다. 어시스턴트의 기능은 타사 개발자들에 의해 강화될 수도 있다.
사용자는 주로 구글 어시스턴트와 자연 음성으로 상호 작용하지만 키보드 입력도 가능하다. 구글 나우와 동일한 방식으로 어시스턴트는 인터넷을 검색하고 이벤트와 알람을 스케줄링하며 사용자의 장치의 하드웨어 설정을 조정하고 사용자의 구글 계정의 정보를 표시할 수 있다. 또, 구글은 어시스턴트가 물체를 식별하고 장치의 카메라를 통해 시각 정보를 모으며 제품 구매 및 송금 지원이 가능할 것이라 발표하였다.
2025년 3월 14일, 어시스턴트가 안드로이드 10 이상을 사용하는 안드로이드 기기, iOS 및 구글 네스트와 같은 다른 기기에서 작동을 중단하고 대부분 제미나이로 대체될 것이라고 발표되었다. 어시스턴트는 저사양 휴대전화 또는 안드로이드 9 "파이" 이하를 실행하는 휴대전화에서 유지된다.

## 반응
PC 월드의 Mark Hachman는 구글 어시스턴트에 호의적인 반응을 보였으며 코타나와 시리보다 진보하였다고 언급하였다.

## 지원 기기
- 구글 홈
- 구글 홈 미니
- 구글 홈 맥스
- 안드로이드 롤리팝 이상(Android 5.0+)의 스마트폰[4]
- 안드로이드 마시멜로 이상(Android 6.0+)의 태블릿
- 안드로이드 웨어 2.0 이상이 탑재된 스마트워치
- JBL 링크[5]
- 소니 LF-S50G[6]
- Zolo Mojo (from Anker)[7]
- 파나소닉 GA10[8]
- Onkyo G3[9]
- Mobvoi TicHome Mini[10]

## 같이 보기
- 아마존 알렉사
- 마이크로소프트 코타나
- 애플 시리
- 삼성 S 보이스
- 윈도우 음성 인식